# Augusto Cury
Pour les articles homonymes, voir Cury.
Augusto Cury (1958- ) est un médecin psychiatre, psychothérapeute et écrivain brésilien.